# Sonic Colours
Sonic Colours (ソニック カラーズ i Japan, Sonic Colors i Nordamerika) är ett plattformsspel i Sonic the Hedgehog-serien. Det tillkännagavs den 26 maj 2010, i ett pressmeddelande från Sega för Italien, och det ingick en trailer. Spelet släpptes till Nintendo Wii och Nintendo DS den 12 november 2010 i Europa. Spelet är centrerat kring huvudpersonen Sonic the Hedgehog och hans kamp mot Sonic-seriens huvudantagonist, Dr. Eggman, som har tagit en utomjordisk ras som gisslan och använder dem för hans onda syften. Spelet återinför power ups, som spelaren kan använda för att öka attackstyrkan och nå ställen som annars inte går att nå.
En nyutgåva av Wii-versionen släpptes 2021 med titeln Sonic Colours: Ultimate till Playstation 4, Xbox One, Nintendo Switch och Windows utvecklad av Blind Squirrel Games.

## Handling
Spelets antagonist Dr. Eggman öppnar ett nöjesfält i rymden kallad "Dr. Eggman's Incredible Interstellar Amusement Park" bestående av flera åkattraktioner stora som planeter. Sonic och hans bästa vän Miles "Tails" Prower börjar misstänka något och åker för att undersöka saken. Då möter de Yacker, som kommer från en art av utomjordingar som kallas Wisps. Efter att ha lärt sig att kommunicera med honom, får de reda på att de andra Wisps har kidnappats av Dr. Eggman, som planerar att utnyttja deras energi för hans ondskefulla system. Efter att ha allierat sig med Wisps och använda sina särskilda krafter, lär sig Sonic snart att Dr. Eggman håller på att förändra Wisps till "Negativa Wisps" och använda dem som bränsle för en hjärnkontrollskanon, och få jorden att bli stjärnattraktionen i hans nöjespark.

## Mottagande
| Mottagande                 | Mottagande               |
| Samlingsbetyg              | Samlingsbetyg            |
| Tjänst                     | Betyg                    |
| -------------------------- | ------------------------ |
| Gamerankings               | 78.02% (Wii) 77.75 (DS)  |
| Metacritic                 | 79/100 (Wii) 78/100 (DS) |
| Recensionsbetyg            |                          |
| Publikation                | Betyg                    |
| 1UP.com                    | B+ (Wii)                 |
| Eurogamer                  | (Wii)                    |
| Famitsu                    | 34/40 (Wii) 32/40 (DS)   |
| Game Informer              | (Wii) (DS)               |
| Gamespot                   | 8/10 stjärnor            |
| Gamesradar                 | (Wii)                    |
| Gametrailers               | (Wii) (DS)               |
| IGN                        | 8.5/10 stjärnor          |
| Official Nintendo Magazine | 86% (Wii) 85% (DS)       |
| Wired                      | 7/10 stjärnor            |

Sonic Colours blev en kommersiell framgång och inom de första två månaderna efter spelets release hade spelet sålt 2 910 000 exemplar.